# La planète des singes
La planète des singes (O Planeta dos Macacos em português) é um romance francês de Pierre Boulle publicado em 1963, que retrata uma crítica social por meio de distopia.
O manuscrito está na Bibliothèque Nationale de France, oferecido em 2007 pela sobrinha de Pierre Boulle, Françoise e marido, Jean Loriot.

## Sinopse
Os principais eventos do livro são contados a partir de uma história paralela, na qual Jinn e Phillys, um casal em cruzeiro, encontram uma mensagem numa garrafa à deriva no espaço. A mensagem dentro da garrafa é o diário de bordo do astronauta Ulysse Mérou, que acredita ser o último ser humano restante no universo, mas escreveu a sua história na esperança de que alguém a ache.
O escritor da mensagem, o protagonista, começa por explicar que era amigo do Professor Antelle, um génio cientista da Terra, que inventou uma espaçonave sofisticada que podia viajar em velocidade próxima à da luz. O protagonista, o professor e um médico chamado Levain decolam a nave para explorar o espaço sideral. Viajam até ao sistema solar mais próximo em que o professor teoriza ser capaz de abrigar vida, que é o do sol vermelho Betelgeuse, destino esse que lhes custará 350 anos para atingir. Devido à dilatação do tempo, contudo, a viagem parecerá aos tripulantes durar somente dois anos.
Eles chegam ao distante sistema e descobrem lá haver um planeta muito similar à Terra, ao qual dão o nome Soror ("irmã", em latim), "por causa da sua parecença com a Terra." Ao aterrar no planeta, descobrem que conseguem respirar-lhe o ar, beber-lhe a água, e comer da vegetação local. Logo encontram outros seres humanoides no planeta, muito embora estes ajam primitivamente como chimpanzés e destroem as roupas do professor e do protagonista. Ulysse e o professor estabelecem-se com os humanos primitivos por alguns dias, na esperança de os civilizar e aprender a sua língua. Ulysse apaixona-se por uma deles, chamada Nova.
Ao fim desse período, eles espantam-se de ver um grupo de caçadores na floresta, consistindo de gorilas, orangotangos e chimpanzés usando armas e máquinas. Os símios vestem-se idêntico aos humanos da Terra do século XX, salvo pelas luvas, ao invés de sapatos, que levam nos seus pés preênseis. Os caçadores alvejam vários dos humanos por puro desporto, inclusive o médico Levain, e capturam outros, inclusive o protagonista.
Ulysse é levado cativo para a cidade símia, que lembra muito qualquer cidade terrena do século XX, exceto por parte da mobília, mais adaptada ao uso por macacos. Enquanto a maioria dos humanos apreendidos pelos caçadores é vendida para trabalhos manuais, o protagonista acaba numa repartição de pesquisadores que fazem experimentos sobre a inteligência humana, que são como os experimentos de Pavlov em condicionamento comportamental de cães. Neles o protagonista prova a sua superioridade inteletual ao resistir ao condicionamento.
Levado a uma dos pesquisadores, a dra. Zira, uma chimpanzé, o astronauta inicia a aprendizagem da língua símia e diversas coisas acerca do planeta dos macacos. Em dado momento, é liberto da sua jaula, conhece o noivo de Zira, chamado Cornélius, um cientista jovem porém muito conceituado. Com a ajuda de Cornélius, ele consegue a oportunidade de fazer um discurso diante do presidente símio e vários representantes, e são-lhe dadas roupas feitas sob medida. Ele é levado a conhecer a cidade e aprende mais da civilização e História dos macacos. Eles têm uma sociedade bastante antiga, mas as suas origens perderam-se no tempo. Dividem-na entre gorilas violentos, orangotangos pedantes e chimpanzés intelectuais. A sua tecnologia e cultura progrediram lentamente através dos séculos.
Embora o protetor chimpanzé do protagonista esteja certo da sua sapiência, os orangotangos, que regem a sociedade, acreditam que ele finja entendimento da língua, porque a sua filosofia não permite pensar em humanos inteligentes.
Ao engravidar a humana primitiva Nova, a quem conheceu na floresta no início da sua visita ao planeta, prova-se que são da mesma espécie, o que demove dele perante os macacos. Entretanto, investigam-se novas descobertas arqueológicas associadas a análises da memória residual em cérebros humanos. A evidência descoberta instiga o medo nos símios, por preencher uma lacuna na História símia: num passado distante, o planeta era dominado por seres humanos, que construíram uma sociedade altamente tecnológica e escravizaram os macacos a trabalhos manuais penosos. Ao longo do tempo, os humanos tornaram-se mais e mais dependentes dos macacos, até serem tão desleixados e inábeis que caíram sob as mãos dos seus servos simianos,  decaindo ao estado em que Ulysse os encontrou.
Enquanto alguns macacos rejeitam tais evidências, outros tomam-na por sinal de que os humanos são uma ameaça e que devem ser exterminados. Especialmente um cientista orangotango, o dr. Zaius. Porém, o protagonista consegue escapar do planeta com Nova e o seu filho recém-nascido, regressando à Terra na espaçonave do professor.
Novamente, a viagem dura muitos séculos, mas os tripulantes da nave sentem-na como apenas alguns anos. Ao pousarem na Terra, mais de 700 anos depois da sua partida primeira, aterram nas cercanias da cidade Paris. Contudo, uma vez fora da nave, o astronauta descobre que o planeta foi dominado por macacos inteligentes como os do planeta de onde acabara de fugir. Ele sai de volta ao espaço, escreve a sua história, põe na garrafa, e lança-a ao espaço para que alguém a encontre.
O livro conclui retornando ao casal que encontrou a garrafa, que se revelam macacos. Eles zombam da possibilidade de humanos terem algum dia sido avançados o suficiente para construir espaçonaves, e concluem que a história toda deva ser uma piada de alguém.

## Publicação lusófona

### Portugal
Em Portugal, a obra foi traduzida por Calado Trindade e publicada pelas seguintes editoras:
- Pela Editora Ulisseia em 1966.[1]
- Pela Círculo de Leitores em 1972.[2]
- Pela Editores Associados em 1974.[3]

## Adaptações
Foi adaptado para o cinema:
- Planet of the Apes (1968), dirigido por Franklin J. Schaffner e estrelando Charlton Heston. Houve quatro continuações ao filme de Schaffner:
  - Beneath the Planet of the Apes (1970)
  - Escape from the Planet of the Apes (1971)
  - Conquest of the Planet of the Apes (1972)
  - Battle for the Planet of the Apes (1973)

- Planet of the Apes (2001), dirigido por Tim Burton e estrelando Mark Wahlberg.

- Planeta dos Macacos: A Origem (2011), dirigido por Rupert Wyatt e estrelando James Franco.

- Planeta dos Macacos: O Confronto (2014), dirigido por  Matt Reeves e estrelando Jason Clarke.

- Planeta dos Macacos: A Guerra (2017), dirigido por Matt Reeves.

Houve também duas séries de televisão, uma com actores reais e uma animada, e diversas revistas em quadradinhos com base nos filmes.
1. ↑  «O Planeta dos Macacos». PORBASE - Biblioteca Nacional de Portugal. Consultado em 4 de agosto de 2025
2. ↑  «O Planeta dos Macacos». PORBASE - Biblioteca Nacional de Portugal. Consultado em 4 de agosto de 2025
3. ↑  «O Planeta dos Macacos». PORBASE - Biblioteca Nacional de Portugal. Consultado em 4 de agosto de 2025